# Drapeau et armoiries du canton de Schaffhouse
Le drapeau et les armoiries schaffhousoises sont des emblèmes officiels du canton de Schaffhouse.

## Histoire et signification
Le vexillologue Louis Mühlemann estime que Schaffhouse se serait doté d'un drapeau peu après 1218, lorsque Schaffhouse reçu l'immédiateté impériale. Il se pourrait que les Schaffhousois portèrent leur propre étendard pour la première fois en 1230 lors de l'assaut du cloître de Salem situé non loin de la ville de Schaffhouse. Le sceau de la ville, en 1372 représentait déjà les armoiries actuelles de la ville de Schaffhouse, à savoir un bélier sortant d'un château par une porte. Le bélier représente la virilité et la force et viendrait des armoiries de l'Abbaye de Tous-les-Saints qui frappait déjà en 1180 des pièces portant un bovidé. En outre, les liens entre l'Abbaye et la ville étaient importants puisque le Tribunal, dirigé par le maire de la ville, y était installé.
Louis Mühlemann rapporte que le pennon d'origine était vert et que des factures de 1443/1444 attestent de l'achat de tissus verts et noirs. Le vert, ne se retrouvant pas sur le drapeau cantonal, proviendrait du drapeau de la ville.
Des gravures du premier quart du XVIe siècle rapportent que le bélier se trouvait déjà sur le drapeau du canton. Toutefois, l'animal était entièrement noir et sans couronne. Ce n'est qu'en 1512 que le pape Jules II offrit aux Schaffhousois le droit de porter une couronne d'or et d'utiliser l'or également sur les sabots, les attributs sexuels et les cornes de l'animal.
L'héraldiste Adolphe Gauthier, dans son ouvrage, dénonce le fait que les armoiries du canton - et de la ville - soient des armoiries parlantes. Si le blason de la Ville était parlant, alors ce ne serait pas un bélier mais une brebis qui devrait sortir d'une «maison» (Schaf, brebis, et Haus, maison) et l'héraldiste rapporte que le nom de Schaffhouse vient de Schiffhausen ou Schifferhause, à savoir Maison des bateaux ou plus simplement Port, puisque la ville, proche des Chutes du Rhin, était un point de passage pour les marchands qui transportaient leur marchandise par bateau.
Lorsque la Ville-État se scinda afin de créer une égalité entre ville et campagne via la nouvelle Constitution du 2 juin 1831, le chef-lieu garda le blason du bélier sortant de la maison et le canton maintint le bélier couronné sur fond jaune.

## Descriptions

### Description vexillologique
La description vexillologique du drapeau schaffhousois est « Jaune au bélier saillant noir, lampassé de rouge, couronné accorné, vilené et onglé de jaune ». 

### Description héraldique
La description héraldique des armoiries schaffhousoises est « D'or au bélier saillant de sable, lampassé de gueules, couronné, accorné et onglé du premier ». 

## Autre représentation vexillologique et héraldique
Le drapeau est également décliné sous forme d'oriflamme, soit en queue de pie, soit en base plate. L'oriflamme des cantons reprenant le drapeau cantonal dans sa partie supérieure et les couleurs cantonales dans la partie inférieure est appelée un drapeau « complet ». 

Drapeau complet schaffhousois.

## Utilisation et mention
Le drapeau et les armoiries sont identiques. Le bélier passe en direction de la hampe, c’est-à-dire de la droite héraldique.
Les armoiries se retrouvent sur les plaques d'immatriculation arrières de véhicules enregistrés dans le canton de Schaffhouse.

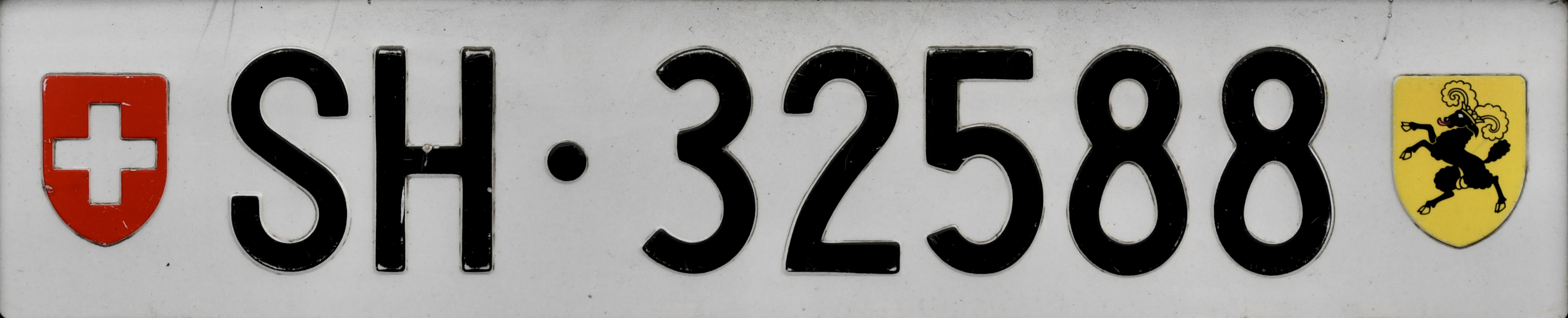
Plaque d'immatriculation arrière schaffhousoise.